# リリー・アレン
リリー・アレン（Lily Allen、本名：Lily Rose Beatrice Allen、1985年5月2日 - ） は、イングランドのシンガーソングライター。MySpaceで今日まで曲が700万回以上視聴されるなど、インターネットをきっかけにして人気を獲得する。

## 来歴

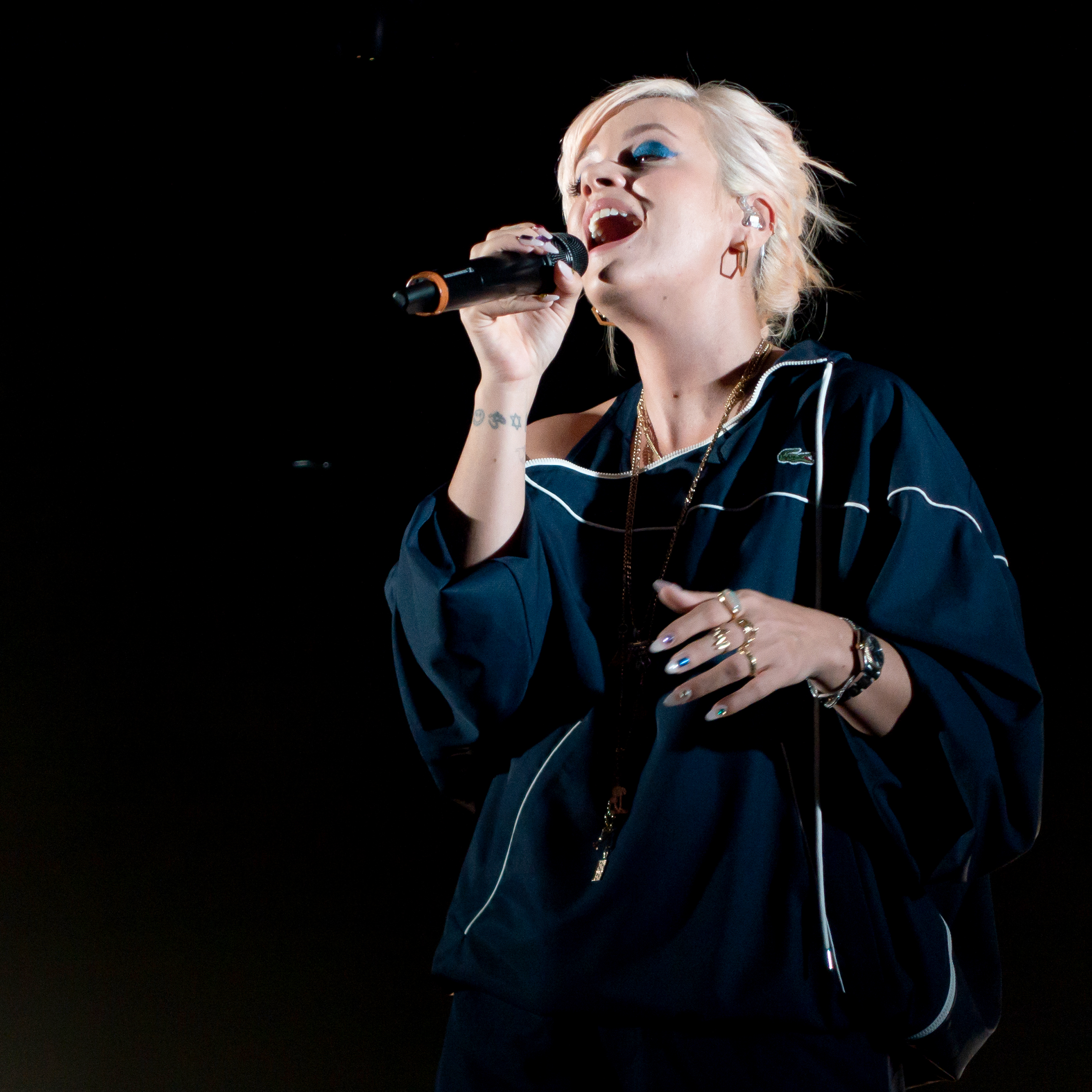
ロサンゼルス公演（2018年）

イングランド・ロンドン市内のハマースミス出身。父親はコメディアン・俳優のキース・アレン、母親は映画プロデューサーのアリソン・オーウェン。弟のアルフィー・アレンは俳優。様々な音楽を聞いて育ち、15歳の時に学校を中退して、創作活動に取り掛かる。
2005年に、Regalレーベルと契約。2006年に『オーライ・スティル』でデビュー。シングル「スマイル」が英国で1位となる。アメリカでは、最高位49位を記録。
2008年12月には、ブリトニー・スピアーズのヒット曲「ウーマナイザー」をカバー。その後、プロデューサーのマーク・ロンソンがこのカヴァーをラジオで流したものの、それがEMIへの相談なしで更に無断であったためにトラブルになった。このカヴァーはYouTubeにて公開されている。
2009年には、セカンド・アルバム『イッツ・ノット・ミー、イッツ・ユー』を発売。アルバムからのファースト・シングル「ザ・フィアー」は、英シングル・チャートで初登場1位を獲得している。
2024年からはOnlyFansに参加。

## 私生活

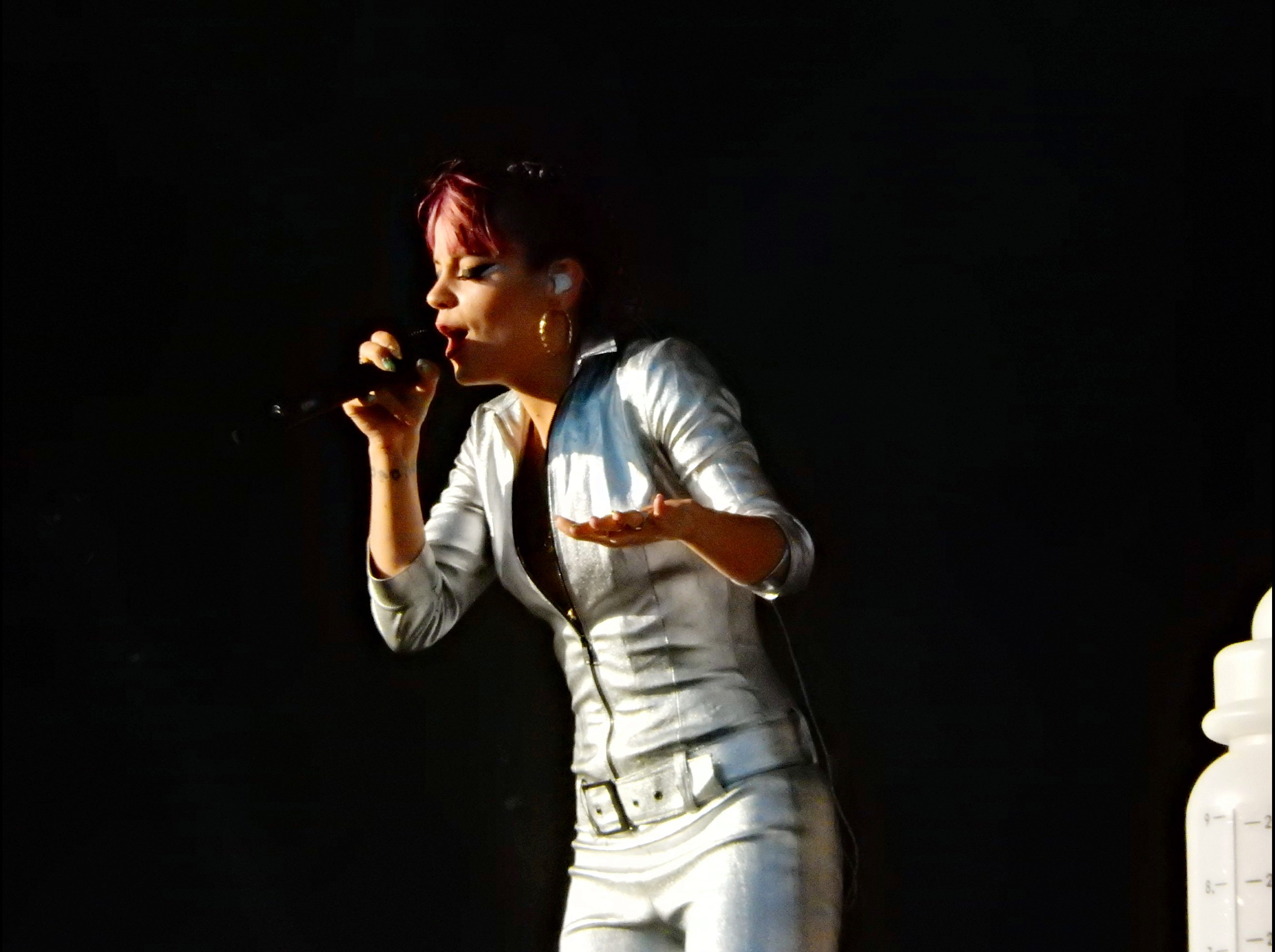
Vフェスティバル出演時（2014年）

2007年9月から、ケミカル・ブラザーズのエド・シモンズと交際。同年12月に妊娠をしたが、翌年1月に流産。
2009年1月、アートディーラーで、22歳年上のジェイ・ジョプリンと、わずか1ヶ月で交際破局。ジョプリンは、父・キースの友人でもある。
2011年5月、画家のサム・クーパーと結婚、結婚披露宴で妊娠も発表された。
毒舌家で知られ、元ザ・リバティーンズのカール・バラーやザ・クークス、ケイティ・ペリーなど多くのアーティストに毒を吐いている。
オアシスのノエル・ギャラガーやブラーのアレックス・ジェームスとは少女時代から付き合いがある。
2020年9月7日にデヴィッド・ハーバーとラスベガスで結婚。

## 批判
自宅への難民受け入れを主張していたが、自身が外交特権があると考えられる富裕層に賃貸契約を行っていたことが発覚し「シャンパン社会主義者」「二枚舌の偽善者」などと指摘され炎上したため、SNSに鍵をかけていたことがある。

## ディスコグラフィ

### アルバム
| 年                                        | タイトル              | アルバム詳細 | チャート最高位 | チャート最高位 | チャート最高位 | チャート最高位 | チャート最高位 | チャート最高位 | チャート最高位 | チャート最高位 | チャート最高位 | チャート最高位 | 認定 |
| 年                                        | タイトル              | アルバム詳細 | UK             | AUS            | BEL            | CAN            | FRA            | IRE            | NLD            | NZ             | SWI            | US             | 認定 |
| ----------------------------------------- | --------------------- | --- | -------------- | -------------- | -------------- | -------------- | -------------- | -------------- | -------------- | -------------- | -------------- | -------------- | --- |
| 2006                                      | Alright, Still        | - 発売日: 2006年7月13日 - レーベル: Regal - フォーマット: CD, LP, digital download - 全英売上: 114.2万枚           | 2              | 7              | 24             | 21             | 47             | 6              | 27             | 22             | 53             | 20             | - UK: 3× プラチナ - AUS: プラチナ - CAN: ゴールド - FRA: シルバー - IRE: プラチナ - NZ: ゴールド - US: ゴールド        |
| 2009                                      | It's Not Me, It's You | - 発売日: 2009年2月4日 - レーベル: Parlophone - フォーマット: CD, LP, digital download - 全英売上: 107.0万枚       | 1              | 1              | 5              | 1              | 11             | 3              | 17             | 9              | 6              | 5              | - UK: 3× プラチナ - AUS: 4× プラチナ - BEL: プラチナ - CAN: ゴールド - FRA: プラチナ - IRE: 2× プラチナ - NZ: プラチナ |
| 2014                                      | Sheezus               | - 発売日: 2014年5月2日 - レーベル: Regal, Parlophone - フォーマット: CD, LP, digital download - 全英売上: 11.3万枚 | 1              | 4              | 31             | 16             | 32             | 4              | 26             | 9              | 16             | 12             | - UK: ゴールド |
| 2018                                      | No Shame              | - 発売日: 2018年6月8日 - レーベル: Parlophone - フォーマット: CD, LP, digital download - 全英売上: 1.4万枚         | 8              | 8              | 41             | —              | 138            | 20             | 68             | 40             | 26             | 168            | |
| "—"は未発売またはチャート圏外を意味する。 |                       | |                |                |                |                |                |                |                |                |                |                | |